# What's Your Number?
What's Your Number? (en español Dime con cuántos en España/ Contando a mis Ex en Hispanoamérica) es una comedia romántica de 2011 dirigida por Mark Mylod y protagonizada por Anna Faris y Chris Evans. Está basada en el libro de Karyn Bosnak 20 Times a Lady.

## Trama
Ally Darling (Anna Faris) es una mujer de treinta y tantos años inteligente, atractiva, divertida y romántica que ha tenido una vida amorosa bastante decepcionante y que está luchando para tomar mejores decisiones de su vida. Una mañana su novio Rick (Zachary Quinto) rompe con ella cuando esta le pide que asistan juntos a la boda de su hermana Daisy (Ari Graynor). Para empeorar más las cosas es despedida de su puesto de trabajo por su jefe Roger (Joel McHale). Mientras va en el metro de regreso a casa, Ally se encuentra con el artículo "¿Cuál es tu número?" de la revista Marie Claire, que dice que las mujeres que han tenido 20 o más amantes en su vida tienen dificultades para encontrar un marido. Después de hacer una lista de todos los hombres con los que ha dormido se da cuenta de que su número esta en 19, por lo que decide no tener relaciones sexuales con nadie más hasta encontrar el verdadero amor de su vida. Pero al despertarse después de emborracharse en la fiesta de despedida de soltera de Daisy descubre que se acostó con su exjefe Roger. Con la esperanza de evitar una confrontación incómoda Ally se esconde en la cocina. De manera completamente inesperada su nuevo vecino Colin Shea (Chris Evans) toca a su puerta con la excusa de que haber dejado dentro de su apartamento sus llaves, por lo que Roger se va. Resulta que Colin sólo trataba de evitar a la chica con la que durmió la noche anterior para no darle falsas expectativas.
Ahora Ally cree que nunca podrá encontrar a un buen tipo, por lo que decide entonces no pasarse del número 20, es decir, no acostarse con otro hombre más, por el miedo a quedarse soltera el resto de su vida. Pero luego de encontrarse con "el asqueroso Donald" (Chris Pratt), uno de sus ex, que en aquel momento estaba con sobrepeso y ahora es un 'príncipe azul', Ally decide localizar a todos sus exnovios, con la esperanza de que uno de ellos haya cambiado para mejor y se haya convertido en el hombre con el que ella quiere casarse, y por lo tanto el número de hombres con los que se ha acostado nunca más tendrá que aumentar. Pero cuando tiene problemas para localizarlos, decide pedir a su vecino Colin, que es muy bueno investigando, que le ayude a dar con sus exnovios y a cambio ella lo ayudaría a él a evitar a las suyas, pero las cosas no salen como ella había esperado. Entre ambos se establece una extraña relación.

## Elenco
- Anna Faris  como Allison "Ally" Darling.
- Chris Evans como Colin Shea.
- Ari Graynor como Daisy Anne Darling.
- Blythe Danner como Ava Darling.
- Ed Begley, Jr. como Sr. Darling
- Oliver Jackson-Cohen como Eddie Vogel.
- Dave Annable como Jake Adams.
- Heather Burns como Eileen.
- Eliza Coupe como Sheila.
- Kate Simses como Katie.
- Tika Sumpter como Jamie.
- Joel McHale como Roger, el Jefe.
- Chris Pratt como El asqueroso Donald.
- Denise Vasi como Cara.
- Zachary Quinto como Rick.
- Jason Bowen como Brad.
- Tyler Peck como Gene.
- Mike Vogel como Dave Hansen.
- Martin Freeman como Simon.
- Andy Samberg[2] como Gerry Perry.
- Thomas Lennon como Dr. Barrett Ingold.
- Anthony Mackie como Tom Piper.
- Ivana Miličević como Jacinda.
- Aziz Ansari como Jay (voz solamente).

## Música
- "Take Back The World" de Little Jackie
- "Jungle Flames" de DNC
- "Animal" de Neon Trees
- "Rise & Fall" de The Cinematics
- "Make in Bounce" de Invisible Man
- "I like beer" de Stephen John O'Neill
- "My old man"
- "Wedding March"
- "Journey Home" de Alan Broadbent
- "My First Wish" de Miss Eighty6
- "Explosion" de Eli "Paperboy" Reed
- "No self control" de Ali Dee
- "Chit Chat" de Hannah Georgas
- "Just the tip" de Becca Styles
- "Wouldn't it be Loverly" de Frederick Loewe
- "Perfect Games" de The Broken West
- "Call to the post", canción tradicional
- "Neon Lights" de Natasha Bedingfield
- "Bizarre Love Triangle " de New Order
- “Holding a heart” de Toby Lightman